# St. Ulrich (Hausen)

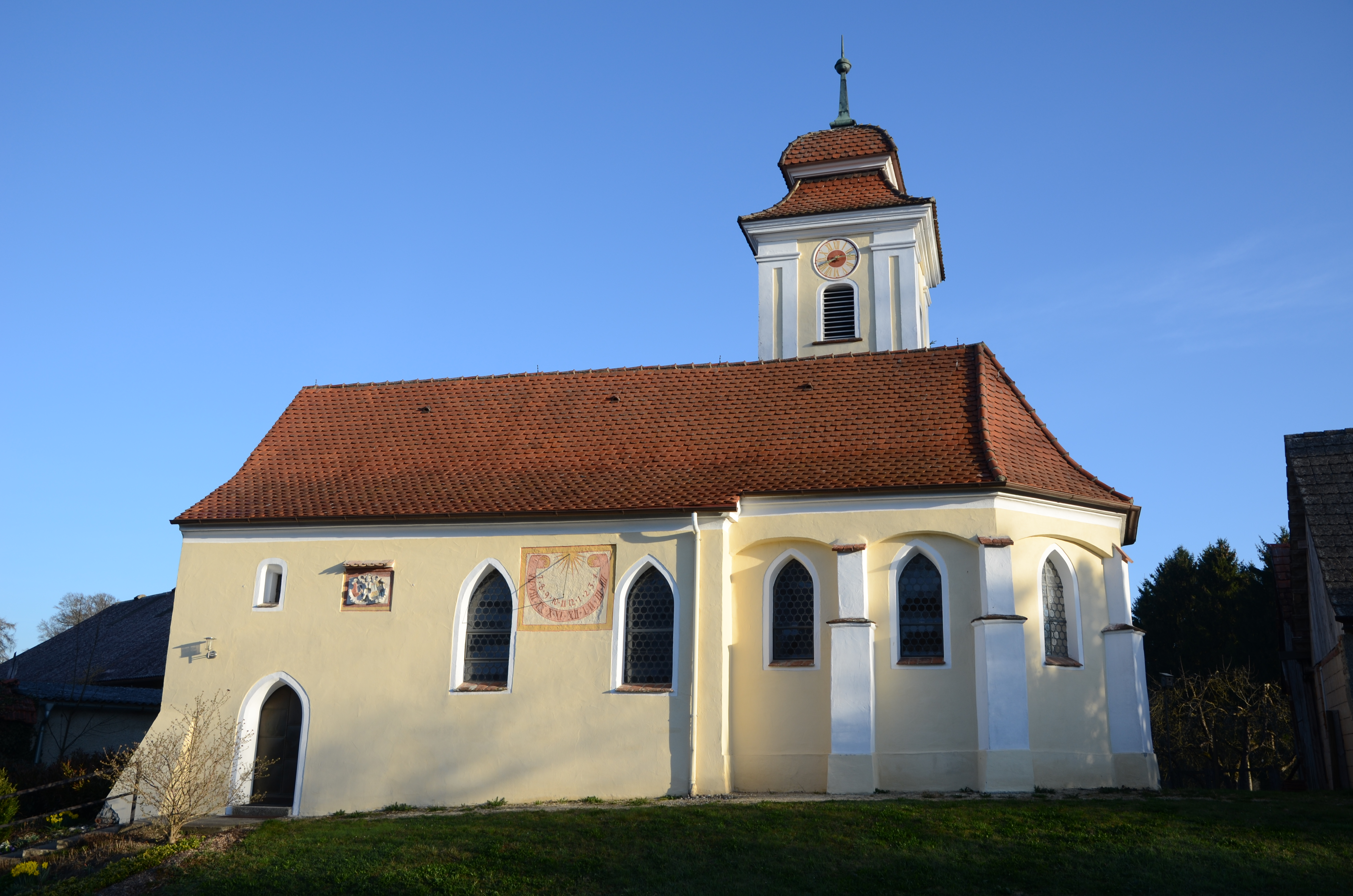
St. Ulrich in Hausen

Die evangelisch-lutherische Filialkirche St. Ulrich steht in Hausen, einem Stadtteil von Neu-Ulm im schwäbischen Landkreis Neu-Ulm in Bayern. Das Bauwerk ist in der Liste der Baudenkmäler in Neu-Ulm als Baudenkmal unter der Nr. D-7-75-135-67 eingetragen. Die Kirchengemeinde gehört zum Dekanat Neu-Ulm im Kirchenkreis Augsburg der Evangelisch-Lutherischen Kirche in Bayern.

## Beschreibung
Das Langhaus und der leicht nach Süden abgeknickte, eingezogene, von Strebepfeilern gestützte Chor mit Fünfachtelschluss im Osten stammen aus dem 15. Jahrhundert. Der Chorflankenturm an der Nordwand des Chors wurde 1773 durch den Einschlag eines Blitzes beschädigt. Er wurde 1790 nach einem Entwurf von Johann Martin Kapfer erneuert. Er erhielt Pilaster an den Ecken und wurde mit einer zweigeteilten, geschwungenen Haube bedeckt. Sein oberstes Geschoss beherbergt die Turmuhr und den Glockenstuhl. Der Innenraum des Langhauses wurde 1964 mit einer Holzbalkendecke überspannt, der des Chors mit einem Kreuzrippengewölbe, dessen Schlusssteine mit Wappen verziert sind. Um 1450 wurde an der Spitze des Chorbogens ein Fresko angebracht, auf dem das Jüngste Gericht dargestellt ist. 1908 wurden gotische Decken- und Wandmalereien aufgedeckt, u. a. der Kopf eines Schmerzensmanns und die Evangelistensymbole.